# Championnats d'Autriche de cyclisme sur route
Les championnats d'Autriche de cyclisme sur route sont organisés chaque année afin de déterminer le champion d'Autriche et la championne d'Autriche.
Chez les hommes, plusieurs coureurs l'ont gagné à deux reprises mais il n'a jamais été gagné trois fois. Georg Totschnig et Matthias Brändle ont été sacrés à cinq reprises sur le championnat du contre-la-montre individuel.

## Hommes

### Podiums de la course en ligne
| Année     | Vainqueur                                       | Deuxième                               | Troisième                              |
| --------- | ----------------------------------------------- | -------------------------------------- | -------------------------------------- |
| 1923      | Paul Költl                                      |                                        |                                        |
| 1924      | Otto Cap                                        |                                        |                                        |
| 1925      | Paul Költl                                      |                                        |                                        |
| 1926      | F. Bötsch (amateurs) Max Bulla (professionnels) |                                        |                                        |
| 1927      | F. Bötsch (amateurs) Max Bulla (professionnels) |                                        |                                        |
| 1928-1933 | pas organisé ou résultats inconnus              | pas organisé ou résultats inconnus     | pas organisé ou résultats inconnus     |
| 1934      | Richard Zumpe                                   |                                        |                                        |
| 1935      | Ferdinand Gatternig                             |                                        |                                        |
| 1936      | Eugen Sehnalek (de)                             |                                        |                                        |
| 1937      | Karl Schmaderer (de)                            |                                        |                                        |
| 1938      | Josef Bösch                                     |                                        |                                        |
| 1939      | pas organisé ou résultats inconnus              | pas organisé ou résultats inconnus     | pas organisé ou résultats inconnus     |
| 1940      | Karl Wolff                                      |                                        |                                        |
| 1941-1945 | pas organisé                                    | pas organisé                           | pas organisé                           |
| 1946      | Ernst Ciganek                                   |                                        |                                        |
| 1947      | Heinrich Schiebl (de)                           |                                        |                                        |
| 1948      | Richard Menapace (de)                           |                                        |                                        |
| 1949      | Résultats différents selon les sources          | Résultats différents selon les sources | Résultats différents selon les sources |
| 1950      | Rudi Valenta                                    | Josef Pohnetal (de)                    | Heinrich Schiebl (de)                  |
| 1951      | Alfred Sitzwohl                                 |                                        |                                        |
| 1952      | Résultats différents selon les sources          | Résultats différents selon les sources | Résultats différents selon les sources |
| 1953      | Franz Wukitsevits                               |                                        |                                        |
| 1954      | Adolf Christian                                 |                                        |                                        |
| 1955      | Heinz Klöckl                                    |                                        |                                        |
| 1956      | Adolf Christian                                 |                                        |                                        |
| 1957      | Richard Durlacher (de)                          |                                        |                                        |
| 1958      | Leopold Friedbacher                             | Arnold Ruiner (de)                     | Stefan Mascha (de)                     |
| 1959      | Kurt Postl (de)                                 |                                        |                                        |
| 1960      | Kurt Postl (de)                                 |                                        |                                        |
| 1961      | Walter Müller (de)                              |                                        |                                        |
| 1962      | Arnold Ruiner (de)                              |                                        |                                        |
| 1963      | Franz Weiss                                     |                                        |                                        |
| 1964      | Robert Csenar (de)                              |                                        |                                        |
| 1965      | Hans Furian (de)                                |                                        |                                        |
| 1966      | Christian Frisch                                |                                        |                                        |
| 1967      | Robert Csenar (de)                              |                                        |                                        |
| 1968      | Franz Inthaler (de)                             |                                        |                                        |
| 1969      | Georg Postl (de)                                | Ludwig Kretz (de)                      | Rudi Kretz                             |
| 1970      | Georg Postl (de)                                | Roman Hummenberger                     | Ludwig Kretz (de)                      |
| 1971      | Siegfried Denk (de)                             | Georg Postl (de)                       | Kurt Schattelbauer (de)                |
| 1972      | Herbert Füzi (de)                               | Siegfried Denk (de)                    | Kurt Schattelbauer (de)                |
| 1973      | Kurt Schattelbauer (de)                         | Leo Karner (de)                        | Rupert Preuer                          |
| 1974      | Siegfried Denk (de)                             | Franz Inthaler (de)                    | Wolfgang Priglhofer                    |
| 1975      | Ludwig Kretz (de)                               | Werner Kuhn                            | Wolfgang Steinmayr                     |
| 1976      | Herbert Spindler (de)                           | Erich Jagsch (en)                      | Roman Hummenberger                     |
| 1977      | Hans Summer (de)                                | Leopold König                          | Peter Muckenhuber (de)                 |
| 1978      | Herbert Spindler (de)                           | Leo Karner (de)                        | Peter Muckenhuber (de)                 |
| 1979      | Manfred Horvath (de)                            | Hans Lienhart                          | Kurt Zellhofer (en)                    |
| 1980      | Peter Muckenhuber (de)                          | Karl Krenauer (en)                     | Helmut Wechselberger                   |
| 1981      | Hans Lienhart                                   | Harald Maier                           | Erich Hofrichter                       |
| 1982      | Peter Muckenhuber (de)                          | Herbert Spindler (de)                  | Johann Traxler (en)                    |
| 1983      | Johan Lienhart                                  | Johann Traxler (en)                    | Erich Jagsch (en)                      |
| 1984      | Helmut Wechselberger                            | Peter Muckenhuber (de)                 | Karl Krenauer (en)                     |
| 1985      | Bernhard Rassinger (de)                         | Herbert Spindler (de)                  | Harry Blümel (de)                      |
| 1986      | Paul Popp                                       | Harry Blümel (de)                      | Arno Wohlfahrter (de)                  |
| 1987      | Arno Wohlfahrter (de)                           | Helmut Wechselberger                   | Mario Traxl (de)                       |
| 1988      | Albert Hainz (de)                               | Norbert Kostel (en)                    | Armin Purner (de)                      |
| 1989      | Mario Traxl (de)                                | Peter Lammer                           | Josef Lontscharitsch                   |
| 1990      | Heinz Hechenberger (de)                         | Peter Lammer                           | Christian Eminger                      |
| 1991      | Armin Purner (de)                               | Anton Lorenz                           | Andreas Langl (en)                     |
| 1992      | Richard Schmied (de)                            | Andrea Müller                          | Heinz Marchel (de)                     |
| 1993      | Peter Luttenberger                              | Markus Pingerra                        | Albin Kern                             |
| 1994      | Mario Traxl (de)                                | Dietmar Hauer (de)                     | Richard Schmied (de)                   |
| 1995      | Josef Lontscharitsch                            | Paul Haschka                           | Gerrit Glomser                         |
| 1996      | Heinz Marchel (de)                              | Hannes Hempel                          | Georg Totschnig                        |
| 1997      | Georg Totschnig                                 | Harald Morscher                        | Thomas Mühlbacher (en)                 |
| 1998      | Josef Lontscharitsch                            | Peter Wrolich                          | Berndt Grabner                         |
| 1999      | Hannes Hempel                                   | Peter Wrolich                          | Arno Kaspret                           |
| 2000      | Werner Riebenbauer                              | Thomas Mühlbacher (en)                 | Bernhard Gugganig                      |
| 2001      | Jürgen Pauritsch (de)                           | Gerrit Glomser                         | Hans-Peter Obwaller                    |
| 2002      | René Haselbacher                                | Harald Morscher                        | Martin Fisherlehner                    |
| 2003      | Georg Totschnig                                 | René Haselbacher                       | Andreas Matzbacher                     |
| 2004      | Harald Morscher                                 | Christian Pfannberger                  | Georg Totschnig                        |
| 2005      | Gerrit Glomser                                  | Gerhard Trampusch                      | Hans-Peter Obwaller                    |
| 2006      | Bernhard Kohl                                   | Harald Morscher                        | Georg Totschnig                        |
| 2007      | Christian Pfannberger                           | Markus Eibegger                        | Thomas Rohregger                       |
| 2008      | Christian Pfannberger                           | Hans-Peter Obwaller                    | Stefan Rucker                          |
| 2009      | Markus Eibegger                                 | Martin Schöffmann                      | Bernhard Eisel                         |
| 2010      | Harald Starzengruber                            | Harald Totschnig                       | Josef Kugler                           |
| 2011      | Matthias Krizek                                 | Riccardo Zoidl                         | Andreas Hofer                          |
| 2012      | Lukas Pöstlberger                               | Josef Benetseder                       | Matthias Krizek                        |
| 2013      | Riccardo Zoidl                                  | Stefan Denifl                          | Harald Totschnig                       |
| 2014      | Riccardo Zoidl                                  | Gregor Mühlberger                      | Bernhard Eisel                         |
| 2015      | Marco Haller                                    | Matthias Krizek                        | Daniel Schorn                          |
| 2016      | Matthias Brändle                                | Gregor Mühlberger                      | Michael Gogl                           |
| 2017      | Gregor Mühlberger                               | Lukas Pöstlberger                      | Michael Gogl                           |
| 2018      | Lukas Pöstlberger                               | Felix Großschartner                    | désattribué                            |
| 2019      | Patrick Konrad                                  | Michael Gogl                           | Gregor Mühlberger                      |
| 2020      | Valentin Götzinger                              | Daniel Federspiel                      | Michael Gogl                           |
| 2021      | Patrick Konrad                                  | Marco Haller                           | Patrick Gamper                         |
| 2022      | Felix Großschartner                             | Patrick Gamper                         | Lukas Pöstlberger                      |
| 2023      | Gregor Mühlberger                               | Patrick Gamper                         | Lukas Pöstlberger                      |
| 2024      | Alexander Hajek                                 | Gregor Mühlberger                      | Felix Großschartner                    |
| 2025      | Tim Wafler                                      | Felix Großschartner                    | Tobias Bayer                           |

Multi-titrés

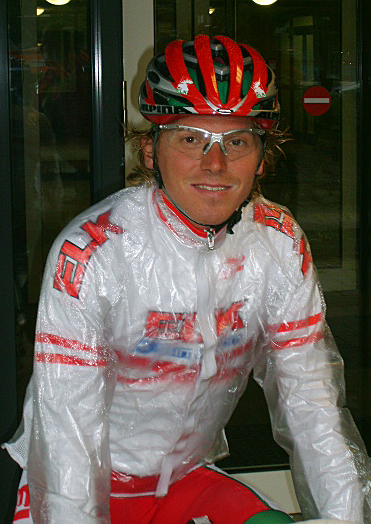
Christian Pfannberger en 2007

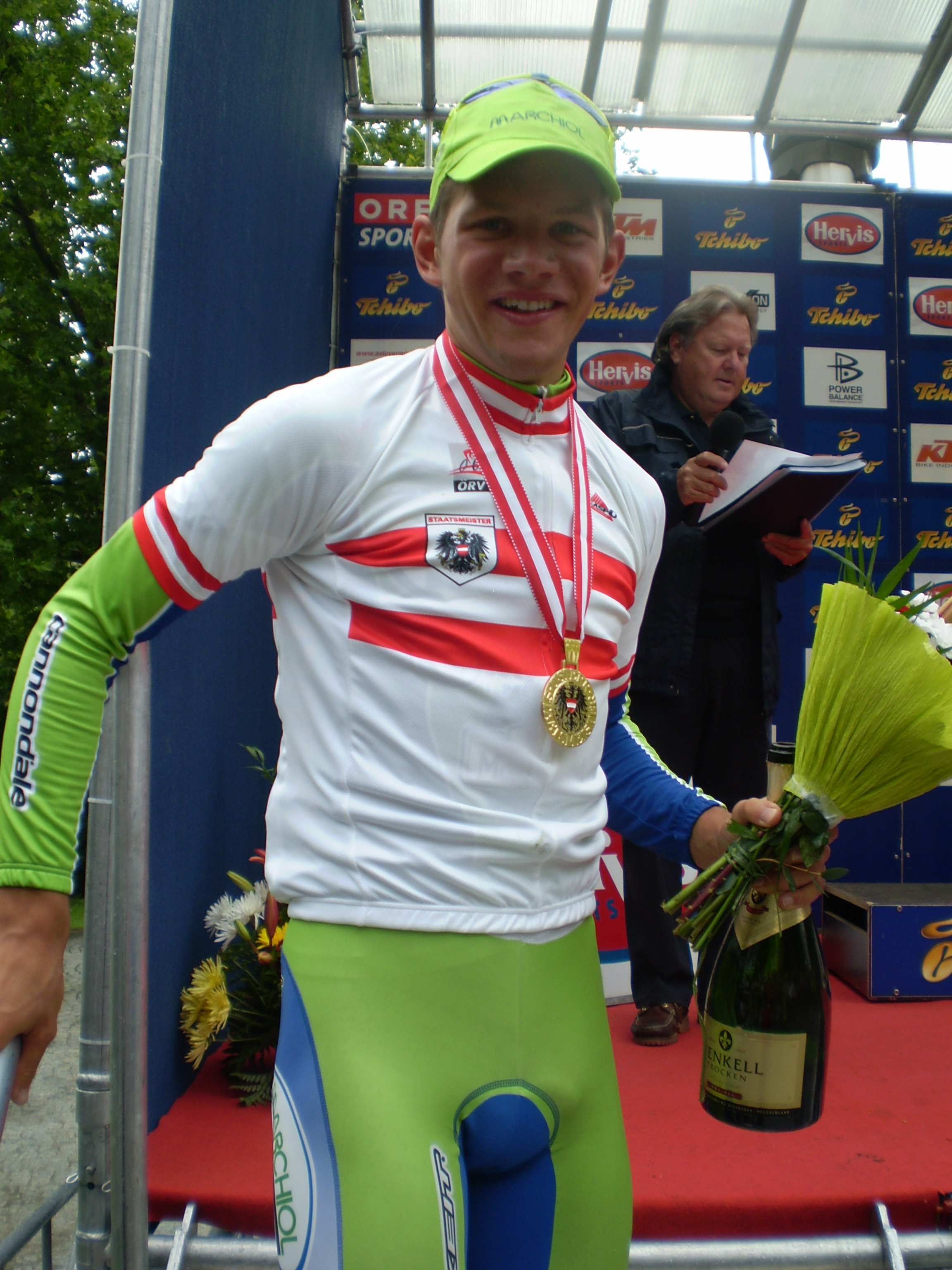
Matthias Krizek, champion d'Autriche en 2011

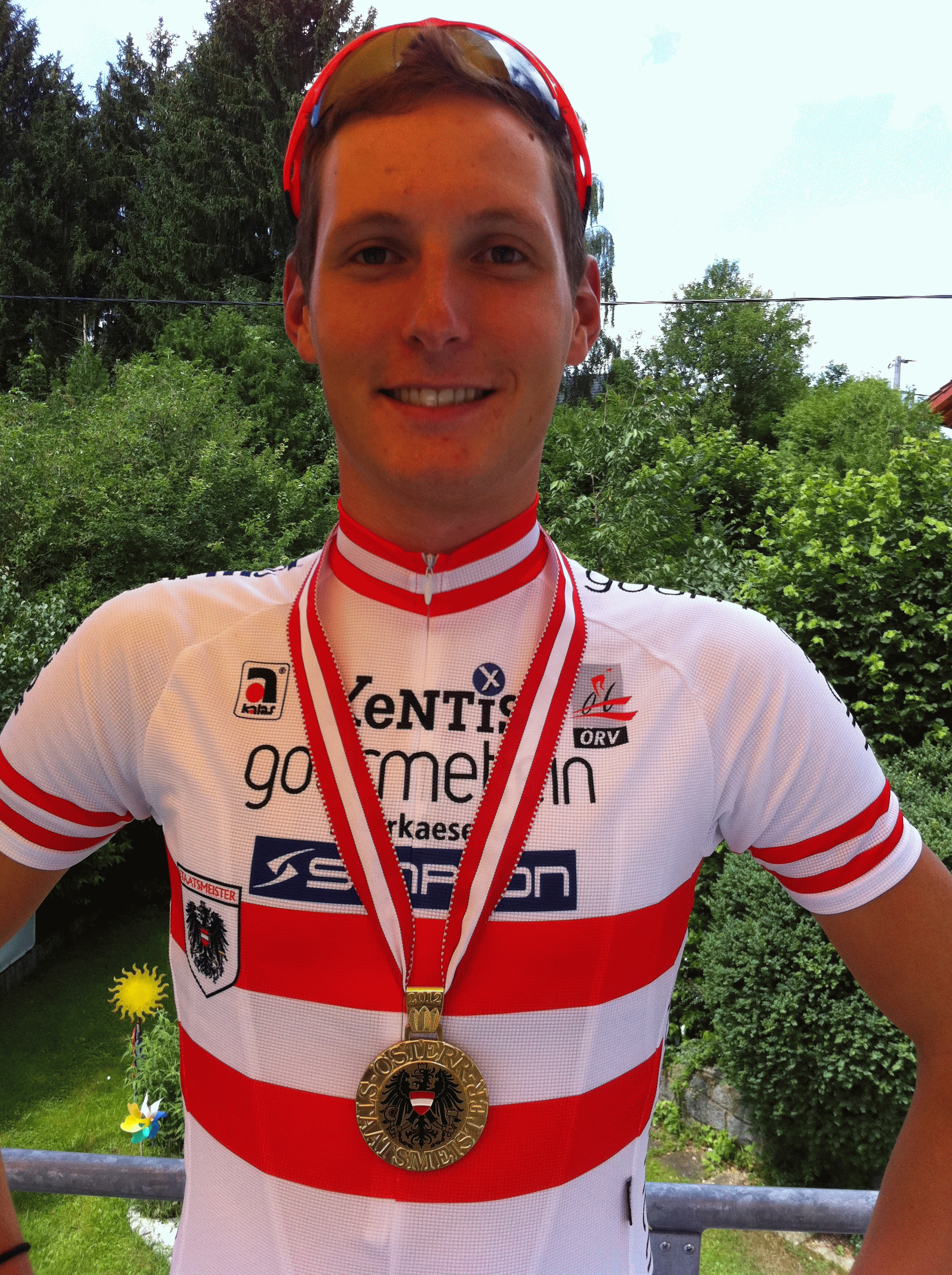
Lukas Pöstlberger arborant son maillot de champion national en 2012

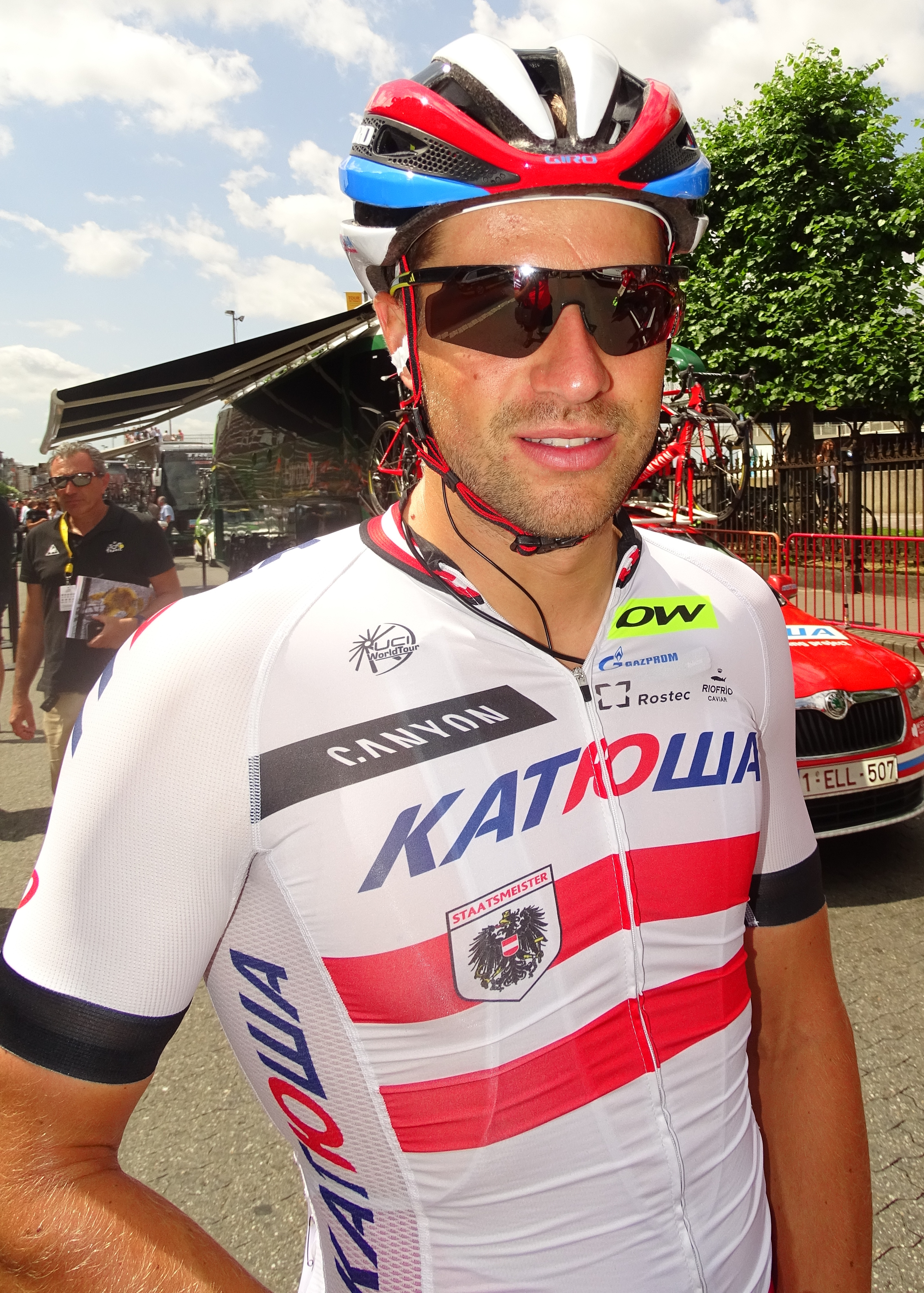
Marco Haller vêtu de son maillot de champion d'Autriche lors du Tour de France 2015

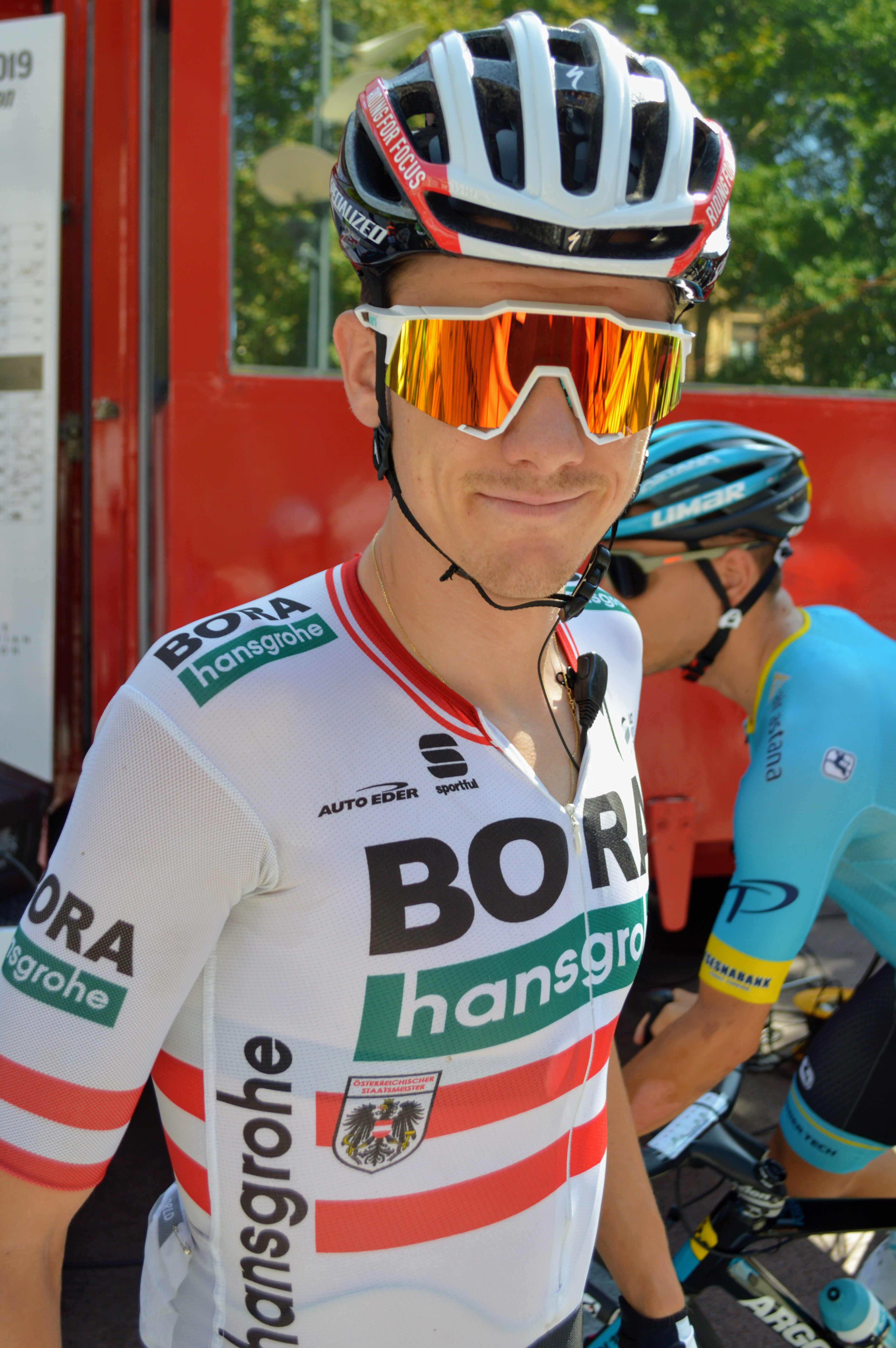
Patrick Konrad arborant son maillot de champion d'Autriche lors de la Classique de Saint-Sébastien 2019

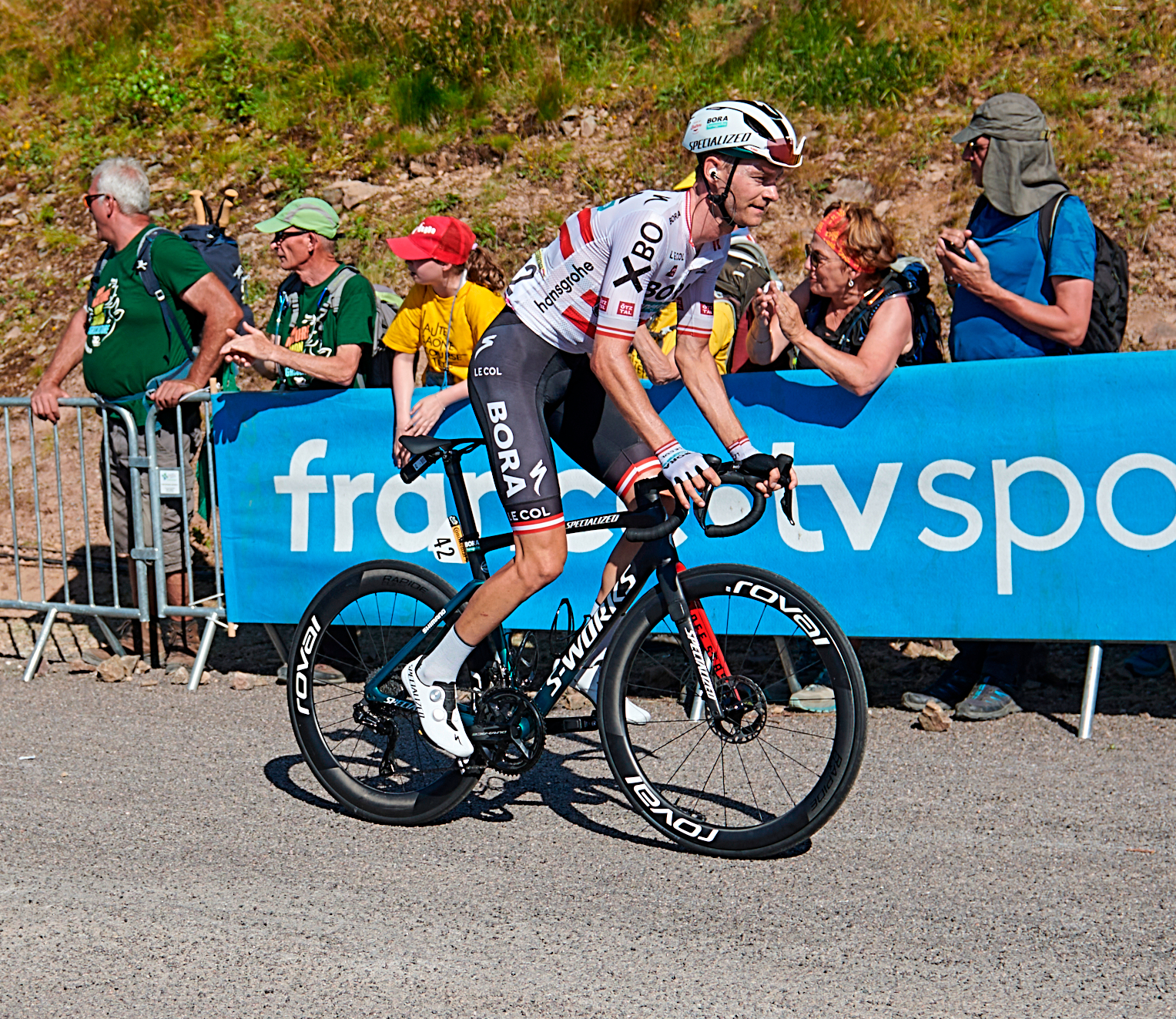
Felix Großschartner avec son maillot de champion d'Autriche lors du Tour de France 2022

- 2 victoires : Gregor Mühlberger, Patrick Konrad, Lukas Pöstlberger, Riccardo Zoidl, Christian Pfannberger, Christian Pfannberger, Georg Totschnig, Josef Lontscharitsch, Mario Traxl (de), Peter Muckenhuber (de), Herbert Spindler (de), Siegfried Denk (de), Georg Postl (de),  Robert Csenar (de), Kurt Postl (de), Adolf Christian, Max Bulla, F. Bötsch, Paul Költl

### Podiums du contre-la-montre
| Année | Vainqueur           | Deuxième               | Troisième              |
| ----- | ------------------- | ---------------------- | ---------------------- |
| 1996  | Georg Totschnig     |                        |                        |
| 1997  | Georg Totschnig     | Bernhard Gugganig      | Dietmar Müller         |
| 1998  | Peter Luttenberger  | Roland Garber          | Florian Wiesinger      |
| 1999  | Florian Wiesinger   | René Haselbacher       | Josef Lontscharitsch   |
| 2000  | René Haselbacher    | Josef Lontscharitsch   | Bernhard Gugganig      |
| 2001  | Georg Totschnig     | Peter Luttenberger     | Friedrich Berein       |
| 2002  | Georg Totschnig     | Hannes Hempel (de)     | Mathias Buxhofer       |
| 2003  | Andrew Bradley (de) | Martin Angerer         | Martin Moser           |
| 2004  | Georg Totschnig     | Peter Luttenberger     | Hans-Peter Obwaller    |
| 2005  | Hans-Peter Obwaller | Martin Moser           | Patrick Riedesser      |
| 2006  | Peter Luttenberger  | Thomas Rohregger       | Mario Lexmüller        |
| 2007  | Rupert Probst (de)  | Hans-Peter Obwaller    | Christian Pfannberger  |
| 2008  | Stefan Denifl       | Andreas Graf           | Harald Starzengruber   |
| 2009  | Matthias Brändle    | Andreas Graf           | Michael Pichler (de)   |
| 2010  | pas organisé        |                        |                        |
| 2011  | Andreas Hofer       | Andreas Graf           | Josef Benetseder       |
| 2012  | Riccardo Zoidl      | Andreas Graf           | Andreas Hofer          |
| 2013  | Matthias Brändle    | Andreas Graf           | Andreas Hofer          |
| 2014  | Matthias Brändle    | Gregor Mühlberger      | Andreas Hofer          |
| 2015  | Georg Preidler      | Riccardo Zoidl         | Andreas Graf           |
| 2016  | Matthias Brändle    | Clemens Fankhauser     | Riccardo Zoidl         |
| 2017  | Georg Preidler      | Matthias Brändle       | Lukas Pöstlberger      |
| 2018  | Matthias Brändle,   | Felix Großschartner    | Lukas Pöstlberger      |
| 2019  | Matthias Brändle    | Johannes Hirschbichler | Patrick Konrad         |
| 2020  | Matthias Brändle    | Patrick Gamper         | Felix Ritzinger        |
| 2021  | Matthias Brändle    | Felix Ritzinger        | Tobias Bayer           |
| 2022  | Felix Großschartner | Rainer Kepplinger      | Matthias Brändle       |
| 2023  | Patrick Gamper      | Felix Ritzinger        | Moran Vermeulen        |
| 2024  | Felix Großschartner | Patrick Gamper         | Johannes Hirschbichler |

Multi-titrés
- 8 : Matthias Brändle
- 5 : Georg Totschnig

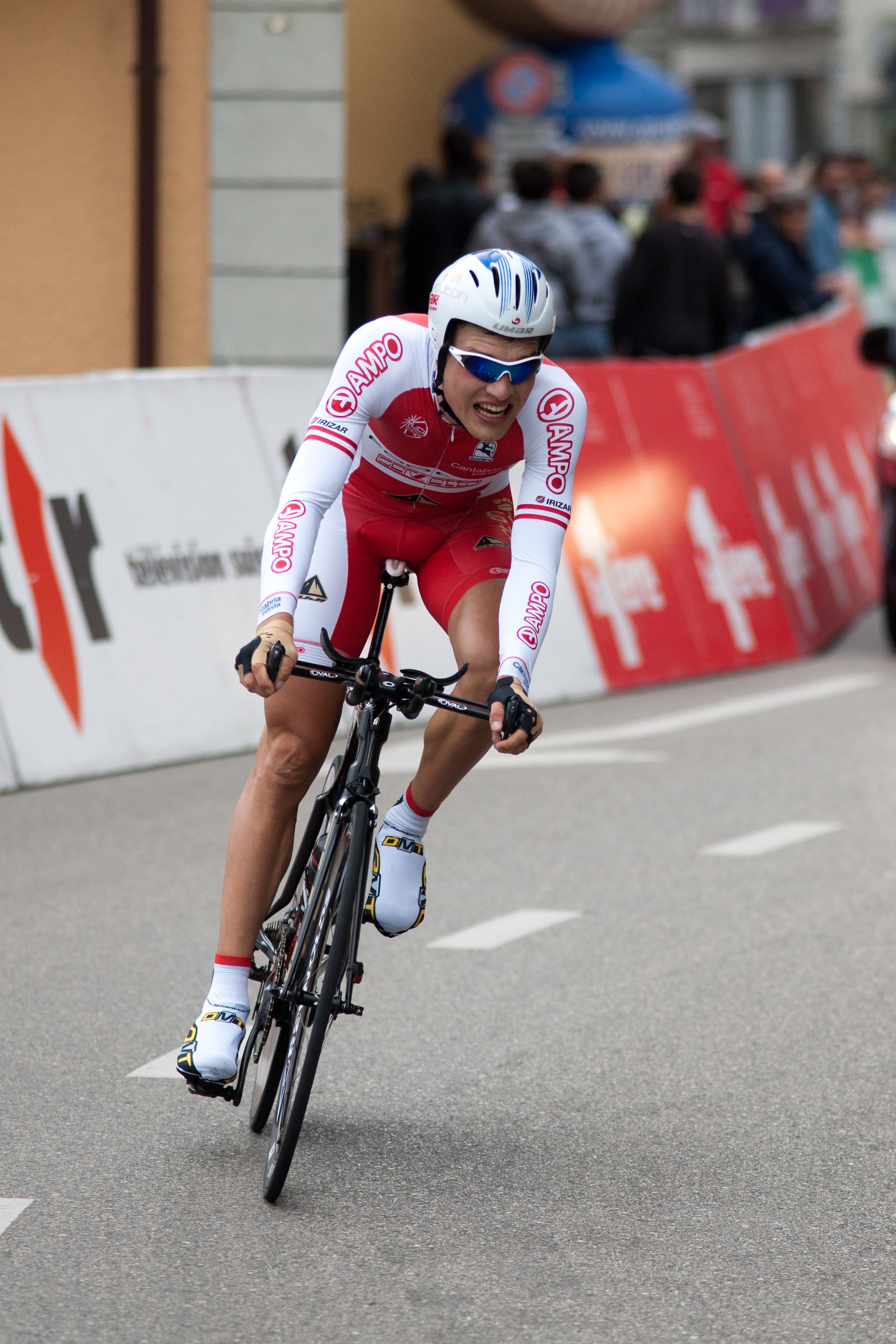
Matthias Brändle avec le maillot de champion national en 2010.

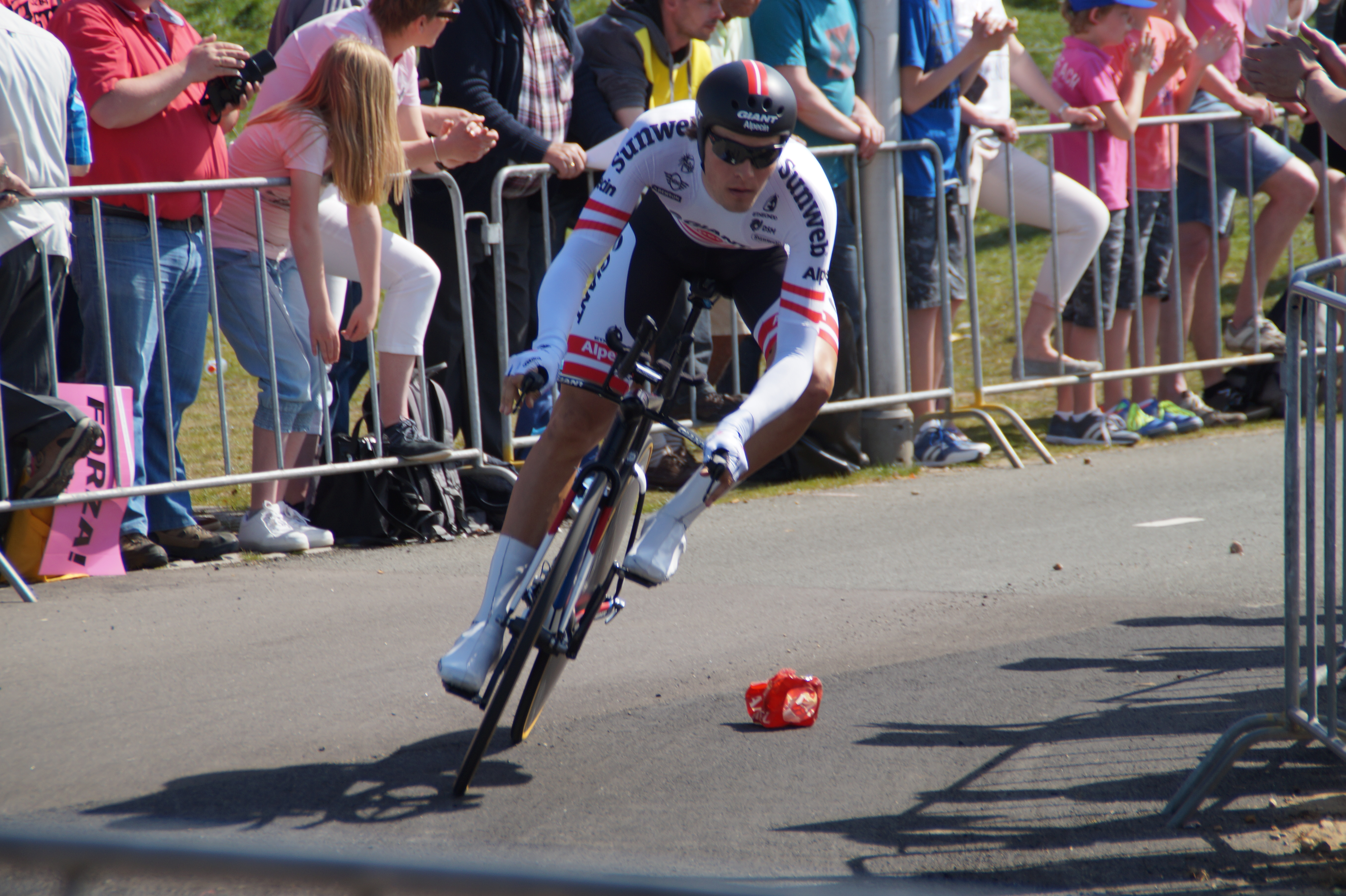
Georg Preidler vêtu de son maillot de champion d'Autriche du contre-la-montre lors du Tour d'Italie 2016

- 2 : Felix Großschartner, Peter Luttenberger, Georg Preidler

### Podiums de la course de côte
| Année | Vainqueur              | Deuxième              | Troisième             |
| ----- | ---------------------- | --------------------- | --------------------- |
| 1997  | Harald Morscher        |                       |                       |
| 1998  | Thomas Mühlbacher (en) | Hans-Peter Obwaller   | Florian Wiesinger     |
| 1999  | Gerhard Trampusch      | Matthias Buxhofer     | Hans-Peter Obwaller   |
| 2000  | Hans-Peter Obwaller    | Jürgen Pauritsch (de) | Helmut Dollinger      |
| 2001  | Hans-Peter Obwaller    | Jürgen Pauritsch (de) | Gerrit Glomser        |
| 2002  | Hans-Peter Obwaller    | Martin Amoser         | Christian Pfannberger |
| 2003  | Hans-Peter Obwaller    | Martin Moser          | Hannes Hempel (de)    |
| 2004  | Hans-Peter Obwaller    | Markus Eibegger       |                       |
| 2005  | Harald Morscher        | Stefan Rucker         | Harald Totschnig      |
| 2006  | Christian Pfannberger  | Thomas Rohregger      | Michael Pichler (de)  |
| 2007  | Markus Eibegger        | Harald Totschnig      | Hans-Peter Obwaller   |
| 2008  | Markus Eibegger        | Michael Pichler (de)  | Hans-Peter Obwaller   |
| 2009  | Markus Eibegger        | Martin Schöffmann     | Alexander Tuma        |
| 2010  | Stefan Rucker          | Georg Preidler        | Harald Totschnig      |
| 2011  | Markus Eibegger        | Hans-Jörg Leopold     | Harald Totschnig      |
| 2012  | Josef Benetseder       | Patrick Konrad        | Lukas Pöstlberger     |
| 2013  | Riccardo Zoidl         | Patrick Konrad        | Markus Eibegger       |
| 2014  | Felix Großschartner    | David Wöhrer (de)     | Lukas Pöstlberger     |
| 2015  | Stephan Rabitsch       | Hermann Pernsteiner   | Clemens Fankhauser    |
| 2016  | Hermann Pernsteiner    | Daniel Lehner (en)    | Clemens Fankhauser    |
| 2017  | Benjamin Brkic         | Patrick Bosman        | Manuel Bosch          |
| 2018  | Riccardo Zoidl         | Stephan Rabitsch      | Patrick Bosman        |
| 2019  | Markus Wildauer        | Stephan Rabitsch      | Manuel Bosch          |
| 2020  | Pas organisé           |                       |                       |
| 2021  | Riccardo Zoidl         | Daniel Lehner (en)    | Rainer Kepplinger     |
| 2022  | Daniel Ganahl          | Hans-Jörg Leopold     | Sebastian Putz        |

Multi-titrés
- 5 : Hans-Peter Obwaller
- 4 : Markus Eibegger

## Femmes

### Podiums de la course en ligne
| Année | Vainqueur                   | Deuxième                 | Troisième                   |
| ----- | --------------------------- | ------------------------ | --------------------------- |
| 1982  | Johanna Hack                | Elisabeth Schenkir       | Mar. Sagmeister             |
| 1983  | Johanna Hack                | Christine Hager          | Hilde Dobiasch              |
| 1984  | Hilde Dobiasch              | Johanna Hack             | Elisabeth Schenkir          |
| 1985  | Johanna Hack                | Christine Hager          | Elisabeth Schenkir          |
| 1986  | Johanna Hack                | Hilde Dobiasch           | Edith Obersberger           |
| 1987  | Hilde Dobiasch              | Johanna Hack             | Maria Peßl                  |
| 1988  | Maria Handstanger           | Sybille Schroeckenfuchs  | Johanna Hack                |
| 1989  | Johanna Hack                | Aloisia Wakolbinger      | Sonja Eibach                |
| 1990  | Silvia Nenning              | Silvia Hauser            | Ludmilla Huemerlehner       |
| 1991  | Silvia Nenning              | Johanna Hack             | Brigitte Felber             |
| 1992  | Andrea Purner-Koschier      | Birgit Hausmann          | Doris Reitener              |
| 1993  | Christiane Koschier-Bitante | Sandra Pachner           | Silvia Hauser               |
| 1994  | Silvia Hauser               | Michaela Brunngraber     | Christiane Koschier-Bitante |
| 1995  | Tanja Klein                 | Brigitte Krebs           | Cornelia Sulzer             |
| 1996  | Tanja Klein                 | Brigitte Krebs           | Johanna Freysinger          |
| 1997  | Johanna Freysinger          | Brigitte Krebs           | Andrea Graus                |
| 1998  | Tanja Klein                 | Carolin Dietmann-Pfister | Brigitte Krebs              |
| 1999  | Ulrike Baumgartner          | Isabella Wieser          | Andrea Graus                |
| 2000  | Andrea Purner-Koschier      | Ulrike Baumgartner       | Andrea Graus                |
| 2001  | Andrea Purner-Koschier      | Andrea Graus             | Doris Posch                 |
| 2002  | Isabella Wieser             | Andrea Graus             | Karin Wieser                |
| 2003  | Bernadette Schober          | Andrea Graus             | Doris Posch                 |
| 2004  | Christiane Soeder           | Isabella Wieser          | Andrea Graus                |
| 2005  | Andrea Graus                | Christiane Soeder        | Bernadette Schober          |
| 2006  | Christiane Soeder           | Andrea Graus             | Monika Schachl              |
| 2007  | Daniela Pintarelli          | Bärbel Jungmeier         | Veronika Sprügl             |
| 2008  | Monika Schachl              | Daniela Pintarelli       | Jacqueline Hahn             |
| 2009  | Christiane Soeder           | Daniela Pintarelli       | Jacqueline Hahn             |
| 2010  | Andrea Graus                | Daniela Pintarelli       | Jacqueline Hahn             |
| 2011  | Andrea Graus                | Elisabeth Reiner         | Karin Pekovits              |
| 2012  | Andrea Graus                | Martina Ritter           | Daniela Pintarelli          |
| 2013  | Andrea Graus                | Martina Ritter           | Eva Wutti                   |
| 2014  | Jacqueline Hahn             | Christina Perchtold      | Martina Ritter              |
| 2015  | Martina Ritter              | Daniela Pintarelli       | Christina Perchtold         |
| 2016  | Christina Perchtold         | Martina Ritter           | Sarah Rijkes                |
| 2017  | Martina Ritter              | Christina Perchtold      | Barbara Mayer               |
| 2018  | Sarah Rijkes                | Barbara Mayer            | Angelika Tazreiter          |
| 2019  | Anna Kiesenhofer            | Angelika Tazreiter       | Kathrin Schweinberger       |
| 2020  | Kathrin Schweinberger       | Sarah Rijkes             | Veronika Windisch           |
| 2021  | Kathrin Schweinberger       | Verena Eberhardt         | Christina Schweinberger     |
| 2022  | Christina Schweinberger     | Anna Kiesenhofer         | Kathrin Schweinberger       |
| 2023  | Carina Schrempf             | Lisa Perterer            | Kathrin Schweinberger       |
| 2024  | Anna Kiesenhofer            | Valentina Cavallar       | Christina Schweinberger     |
| 2025  | Kathrin Schweinberger       |                          |                             |

### Podiums du contre-la-montre
| Année | Vainqueur                  | Deuxième                | Troisième               |
| ----- | -------------------------- | ----------------------- | ----------------------- |
| 1987  | Elfie Schramm              |                         |                         |
| 1988  | Edith Obersberger          |                         |                         |
| 1989  | Aloisia Wakolbinge         |                         |                         |
| 1990  | Ludmilla Huemerlehner      |                         |                         |
| 1991  | Ludmilla Huemerlehner      |                         |                         |
| 1992  | Christine Koschier-Bitante |                         |                         |
| 1993  | Doris Posch                |                         |                         |
| 1994  | Doris Posch                |                         |                         |
| 1995  | Doris Posch                | Tanja Klein             | Brigitte Krebs          |
| 1996  | Tanja Klein                | Brigitte Krebs          | Doris Posch             |
| 1997  | Brigitte Krebs             | Tanja Klein             | Michaela Brunngraber    |
| 1998  | Brigitte Krebs             | Michaela Brunngraber    | Doris Posch             |
| 1999  | Birgit Winterhoff          | Michaela Brunngraber    | Doris Posch             |
| 2000  | Doris Posch                | Isabella Wieser         | Michaela Brunngraber    |
| 2001  | Doris Posch                | Andrea Purner-Koschier  | Isabella Wieser         |
| 2002  | Doris Posch                | Brigitte Krebs          | Isabella Wieser         |
| 2003  | Doris Posch                | Christiana Haas         | Bernadette Schober      |
| 2004  | Christiane Soeder          | Doris Posch             | Bärbel Jungmeier        |
| 2005  | Christiane Soeder          | Andrea Graus            | Bernadette Schober      |
| 2006  | Christiane Soeder          | Andrea Graus            | Monika Schachl          |
| 2007  | Christiane Soeder          | Andrea Graus            | Monika Schachl          |
| 2008  | Monika Schachl             | Daniela Pintarelli      | Jacqueline Hahn         |
| 2009  | Christiane Soeder          | Daniela Pintarelli      | Bettina Barbara Tesar   |
| 2010  | Christiane Soeder          | Jacqueline Hahn         | Karin Pekovits          |
| 2011  | Doris Posch                | Claudia Pfisterer       | Karin Pekovits          |
| 2012  | Christiane Soeder          | Martina Ritter          | Jacqueline Hahn         |
| 2013  | Martina Ritter             | Adelheid Schütz         | Andrea Graus            |
| 2014  | Martina Ritter             | Jacqueline Hahn         | Barbara Mayer           |
| 2015  | Martina Ritter             | Jacqueline Hahn         | Sylvia Gehnböck         |
| 2016  | Martina Ritter             | Anna Kiesenhofer        | Manuela Hartl           |
| 2017  | Martina Ritter             | Manuela Hartl           | Astrid Magnet           |
| 2018  | Martina Ritter             | Barbara Mayer           | Sylvia Gehnböck         |
| 2019  | Anna Kiesenhofer           | Manuela Hartl           | Sarah Rijkes            |
| 2020  | Anna Kiesenhofer           | Astrid Lamprecht        | Christina Schweinberger |
| 2021  | Anna Kiesenhofer           | Gabriela Erharter       | Christina Schweinberger |
| 2022  | Christina Schweinberger    | Anna Kiesenhofer        | Gabriela Erharter       |
| 2023  | Anna Kiesenhofer           | Christina Schweinberger | Anna Kofler             |
| 2024  | Anna Kiesenhofer           | Christina Schweinberger | Anna Kofler             |
| 2025  | Christina Schweinberger    | Anna Kiesenhofer        | Carina Schrempf         |

Multi-titrées
- 8 : Doris Posch, Christiane Söder
- 6 : Martina Ritter
- 2 : Ludmilla Huemerlehner, Brigitte Krebs

## Espoirs Hommes

### Podiums de la course en ligne
| Année | Vainqueur             | Deuxième              | Troisième             |
| ----- | --------------------- | --------------------- | --------------------- |
| 2000  | Harald Starzengruber  | Christian Pfannberger | Patrick Kofler        |
| 2001  | Christian Pfannberger | Stefan Rucker         | Andreas Matzbacher    |
| 2002  | Bernhard Kohl         | Bernhard Eisel        | Clemens Grosslercher  |
| 2003  | Andreas Matzbacher    | Bernhard Kohl         | Josef Benetseder      |
| 2004  | Michael Pichler (de)  | Markus Eibegger       | Josef Benetseder      |
| 2005  | Markus Eibegger       | Christian Ebner       | Christian Lener       |
| 2006  | Matthias Schröger     | Clemens Fankhauser    | Marco Oreggia (de)    |
| 2007  | Stefan Denifl         | Matthias Schröger     | Clemens Fankhauser    |
| 2008  | Martin Schöffmann     | Stefan Pöll           | Christoph Sokoll      |
| 2009  | Martin Schöffmann     | Franz Grassmann (de)  | Stefan Denifl         |
| 2010  | Matthias Krizek       | Stephan Rabitsch      | Dominik Hrinkow       |
| 2011  | Andreas Hofer         | Patrick Konrad        | Georg Preidler        |
| 2012  | Lukas Pöstlberger     | Stephan Rabitsch      | David Wöhrer (de)     |
| 2013  | Lukas Pöstlberger     | Paul Lang             | Daniel Biedermann     |
| 2014  | Gregor Mühlberger     | Maximilian Kuen       | Sebastian Schönberger |
| 2015  | Michael Gogl          | Gregor Mühlberger     | Felix Großschartner   |
| 2016  | Gregor Mühlberger     | Patrick Bosman        | Lukas Schlemmer       |
| 2017  | Lukas Schlemmer       | Benjamin Brkic        | Marcel Neuhauser      |
| 2018  | Felix Gall            | Florian Kierner       | Marcel Neuhauser      |
| 2019  | Tobias Bayer          | Markus Wildauer       | Moran Vermeulen       |
| 2020  | Valentin Götzinger    | Alexander Gratzer     | Fabian Steininger     |
| 2021  | Tobias Bayer          | Valentin Götzinger    | Mario Gamper          |
| 2022  | Sebastian Putz        | Martin Messner        |                       |
| 2023  | Alexander Hajek       | Marco Schrettl        | Maximilian Kabas      |
| 2024  | Marco Schrettl        | Benjamin Eckerstorfer | Philipp Hofbauer      |
| 2025  | Marco Schrettl        | Jakob Purtscheller    | Benjamin Eckerstorfer |

Multi-titrés
- 2 : Tobias Bayer, Gregor Mühlberger, Lukas Pöstlberger, Martin Schöffmann

### Podiums du contre-la-montre
| Année | Vainqueur         | Deuxième           | Troisième              |
| ----- | ----------------- | ------------------ | ---------------------- |
| 2000  | Christian Hölzl   | Stefan Probst      | Harald Starzengruber   |
| 2001  | Christian Hölzl   | Stefan Probst      | Christoph Schlögl      |
| 2002  | Harald Berger     | Andrew Bradley     | Martin Gratzer         |
| 2003  | Andrew Bradley    | Mario Lexmüller    | Hans-Jörg Leopold      |
| 2004  | Harald Berger     | Andreas Graf       | Josef Benetseder       |
| 2005  | Markus Eibegger   | Andreas Graf       | Christian Lener        |
| 2006  | Stefan Denifl     | Markus Eibegger    | Clemens Fankhauser     |
| 2007  |                   |                    |                        |
| 2008  | Stefan Denifl     | Matthias Brändle   | Daniel Schorn          |
| 2009  | Matthias Brändle  | Stefan Mair        | Stefan Denifl          |
| 2010  | pas organisé      |                    |                        |
| 2011  | Andreas Hofer     | Lukas Pöstlberger  | Dominik Brändle        |
| 2012  | Andreas Hofer     | Lukas Pöstlberger  | Patrick Konrad         |
| 2013  | Andreas Hofer     | Patrick Schultus   | Gregor Mühlberger      |
| 2014  | Gregor Mühlberger | Patrick Bosman     | Alexander Wachter      |
| 2015  | Gregor Mühlberger | Michael Gogl       | Markus Freiberger      |
| 2016  | Patrick Gamper    | Patrick Bosman     | Sebastian Schönberger  |
| 2017  | Markus Freiberger | Patrick Gamper     | Marco Friedrich        |
| 2018  | Markus Wildauer   | Patrick Gamper     | Marco Friedrich        |
| 2019  | Patrick Gamper    | Markus Wildauer    | Valentin Götzinger     |
| 2020  | Tobias Bayer      | Max Veraszto       | Marco Friedrich        |
| 2021  | Tobias Bayer      | Valentin Götzinger | Maximilian Kabas       |
| 2022  | Maximilian Kabas  | Valentin Götzinger | Maximilian Schmidbauer |
| 2023  | Adrian Stieger    | Stefan Marbler     | Maximilian Kabas       |
| 2024  | Adrian Stieger    | Philipp Hofbauer   | Sebastian Putz         |
| 2025  | Adrian Stieger    | Jakob Purtscheller | Benjamin Eckerstorfer  |

Multi-titrés
- 3 : Adrian Stieger, Andreas Hofer
- 2 : Tobias Bayer, Gregor Mühlberger, Harald Berger, Christian Hölzl

## Juniors Hommes

### Podiums de la course en ligne
| Année     | Vainqueur             | Deuxième               | Troisième              |
| --------- | --------------------- | ---------------------- | ---------------------- |
| 2001      | Harald Berger         | Daniel Planchet        | Daniel Gredler         |
| 2002      | ?                     |                        |                        |
| 2003      | Norbert Dürauer       | Matthias Schröger      | Clemens Fankhauser     |
| 2004      | Franz Grassmann (de)  | Marco Oreggia (de)     | Stefan Denifl          |
| 2005      | Stefan Denifl         | Alexander Egger        | Heimo Flechl           |
| 2006      | Roman Auer            | Matthias Krizek        | Stefan Kirchmair       |
| 2007      | Dominik Brändle       | Stefan Riepan          | Stefan Mair            |
| 2008-2009 | ?                     |                        |                        |
| 2010      | Dennis Wauch          | Daniel Paulus          | Lukas Ranacher         |
| 2011      | Michael Taferner      | Daniel Paulus          | Daniel Biedermann      |
| 2012      | Alexander Wachter     | Gregor Mühlberger      | Patrick Bosman         |
| 2013      | Alexander Wachter     | Benjamin Brkic         | Lukas Schlemmer        |
| 2014      | Patrick Gamper        | Marcel Huber           | Fabian Morianz         |
| 2015      | Felix Gall            | Marcel Neuhauser       | Patrick Gamper         |
| 2016      | Moritz Irendorfer     | Tristan Hoffmann       | Florian Kierner        |
| 2017      | Dominik Aman          | Florian Kierner        | Alexander Gratzer      |
| 2018      | Maximilian Kabas      | Valentin Götzinger     | Maximilian Schmidbauer |
| 2019      | Nikolas Riegler       | Maximilian Schmidbauer | Luca Werani            |
| 2020      | pas organisé          |                        |                        |
| 2021      | Marco Schrettl        | Alexander Hajek        | Moritz Hörandtner      |
| 2022      | Benjamin Eckerstorfer | David Preyler          | Simon Schabernig       |
| 2024      | Manolo Wrolich        | Maximilian Huber       | Jonas Dornhofer        |
| 2025      | Michael Hettegger     | Anatol Friedl          | Valentin Hofer         |

Multi-titrés
- 2 : Alexander Wachter

### Podiums du contre-la-montre
| Année     | Vainqueur              | Deuxième              | Troisième              |
| --------- | ---------------------- | --------------------- | ---------------------- |
| 2001      | Harald Berger          | René Kopeinig         | Bernard Bachler        |
| 2002-2003 | ?                      |                       |                        |
| 2004      | Andreas Simon          | Alexander Egger       | Christoph Sokoll       |
| 2005      | Alexander Egger        | Stefan Denifl         | Michael Kocner         |
| 2006-2008 | ?                      |                       |                        |
| 2009      | Stephan Rabitsch       | Andreas Hofer         | Maximilian Kuen        |
| 2010-2011 | ?                      |                       |                        |
| 2012      | Lukas Zeller           | Alexander Brus        | Patrick Schultus       |
| 2013      | Johannes Windischbauer | Alexander Wachter     | Florian Schipflinger   |
| 2014      | Patrick Gamper         | Fabian Morianz        | Marcel Neuhauser       |
| 2015      | Patrick Gamper         | Felix Gall            | Marco Friedrich        |
| 2016      | Markus Wildauer        | Marco Friedrich       | Dominik Amann          |
| 2017      | Tobias Bayer           | Mario Gamper          | Martin Peinelt         |
| 2018      | Maximilian Kabas       | Maximilian Kirschner  | Valentin Götzinger     |
| 2019      | Maximilian Kabas       | Stefan Marbler        | Maximilian Schmidbauer |
| 2020      | pas organisé           |                       |                        |
| 2021      | Marco Schrettl         | Benjamin Eckerstorfer | Jakob Purtscheller     |
| 2022      | Jakob Purtscheller     | Benjamin Eckerstorfer | Kilian Kummerer        |
| 2023      | Manolo Wrolich         | Valentin Poschacher   | Anton Hainbucher       |

Multi-titrés
- 2 : Patrick Gamper, Maximilian Kabas